# Тополевка (Крым)
Тополевка (до 1948 года Топлы́; укр. Тополівка, крымскотат. Toplu, Топлу) — село в Белогорском районе Республики Крым, входит в состав Курского сельского поселения (согласно административно-территориальному делению Украины — Курского сельского совета Автономной Республики Крым). Вблизи села находится Топловский женский монастырь, заповедное урочище. Расположен в Крымском предгорье.

## Население
| 2001 | 2014 |
| ---- | ---- |
| 231  | ↘222 |

Всеукраинская перепись 2001 года показала следующее распределение по носителям языка
| Язык             | Процент |
| ---------------- | ------- |
| русский          | 78.79   |
| крымскотатарский | 18.18   |
| украинский       | 2.6     |

### Динамика численности
| - 1778 год — 212 чел. - 1864 год — 24 чел. - 1889 год — 57 чел. - 1892 год — 0 чел. - 1902 год — 55 чел. - 1926 год — 6 чел. | - 1939 год — 154 чел. - 1989 год — 189 чел. - 2001 год — 231 чел. - 2009 год — 225 чел. - 2014 год — 222 чел. |

## Современное состояние
На 2017 год в Тополевке числится 9 улиц; на 2009 год, по данным сельсовета, село занимало площадь 29,5 гектара на которой, в 92 дворах, проживало 225 человек. В селе действует фельдшерско-акушерский пункт. Тополевка связана автобусным сообщением с райцентром и соседними населёнными пунктами.

## География
Село расположено на востоке района, в долине реки Мокрый Индол, в основном на его левом, северном берегу, в западной части Сало-Индольской котловины. На юг от села гора Тау-Баши (772 м) к северу гора Куляба (521 м) к западу горный массив Кубалач (768 м). Высота центра села от уровня моря — 249 м. Расстояние до райцентра — около 27 километров (по шоссе), до ближайшей железнодорожной станции Феодосия — примерно 45 километров. Транспортное сообщение осуществляется по региональной автодороге 35К-003 Симферополь — Феодосия (по украинской классификации — P-23).

## История
Топлы — древнее горное село, по мнению ряда исследователей, основанное на рубеже XIII—XIV армянами, выходцами из города Ак-Сарай в Золотой Орде, куда они были переселены из города Ани «по распоряжению татарского хана». Существует версия, что селение, как Топти, фигурирует в надписи на полях греческого Сугдейского Синаксаря, где за 1304 год имеется запись
В тот же день почил раб Божий Анастасий…, сын севаста Топти.
 Упоминание деревни Топты встречается в Колофоне в Четьих минеях, датируемое 1632 годом. Крымский историк А. И. Маркевич, осматривавший армянские церкви селения, описал храм Сурб-Урбат, построенный, согласно видимой им армянской надписи, в 1653 году (1101 год армянского календаря) и не сохранившиеся до нашего времени остатки другой церкви и предполагал, что она построена на месте более древней греческой. Описано селение в «Книге путешествий» Эвлии Челеби под 1667 годом 
Это деревня армянских неверных, расположенная в холмистой долине, со ста домами. Все дома здесь похожи на дома Эрзурумской страны, построены из сосновых брёвен, с куполами из сосновых брёвен, подобных крыльям ласточки. На одном из холмов есть их церковь — место прогулок.
 После обретения ханством независимости в 1774 году, в 1778 году было проведено переселение греков и армян из Крыма.
Согласно «Ведомости о выведенных из Крыма в Приазовье христианах» А. В. Суворова, из деревни Татлы было выселено 212 армян. Согласно «Ведомости… какие христианские деревни и полных дворов. И как в оных… какие церкви служащие, или разорённые. …какое число священников было…» от 14 декабря 1783 года в деревне Топлуш (Тапсан) числилось 26 греческих дворов и 28 армянских. В ведомости «при бывшем Шагин Герее хане сочиненная на татарском языке о вышедших християн из разных деревень и об оставшихся их имениях в точном ведении его Шагин Герея» и переведённой 1785 году, о деревне Топлу сказано, что «В сеи деревне после выехавших греков остались все земли в казённом ведомстве». Имеется отсылка к другому архивному документу, в котором записано 
Деревня Топлы в сеи деревне христианских домов было тритцать один девять садов фруктовых мелница одна пахатные земли якобы ранговые Ширин беиские. Шагин Гиреи сию деревню отдавал на откуп как свидетельствует содержатель тогдашнего откупа.
Видимо, после выселения деревня опустела полностью, поскольку в Камеральном Описании Крыма… 1784 года, составленном сразу после присоединения к России в 1783 году, селение с таким названием ни среди жилых, ни среди разорённых деревень Кефинскаго каймаканства не значится.
Место долго пустовало и вновь поселение встречается в «Путеводителе путешественника по Крыму, украшенный картами, планами, видами и виньетами…» 1833 года Шарля Монтандона, в котором описан хутора, состоящий из нескольких домов и на карте 1836 года в болгарской деревне Топлы (на территории Кокташской волости Феодосийского уезда) 16 болгарских дворов и 3 татарских, а на карте 1842 года обозначена болгарская колония Топлы без указания числа дворов.
В 1860-х годах, после земской реформы Александра II, деревню приписали к Салынской волости того же уезда. К этому времени болгары, видимо покинули деревню и её заселили греки, так как
в «Списке населённых мест Таврической губернии по сведениям 1864 года», составленном по результатам VIII ревизии 1864 года, Топлу — владельческая греческая деревня с 6 дворами, 24 жителями при речке Мокром Индоле. Вблизи православный женский моныстырь и армянская григорианская церковь. На трёхверстовой карте Шуберта 1865—1876 года в болгарской колонии Топлы обозначено 11 дворов).
В «Памятной книге Таврической губернии 1889 года», по результатам Х ревизии 1887 года, записан Топлу с 13 дворами и 57 жителями. На верстовой карте 1890 года в деревне обозначено 9 дворов с русским населением. По «…Памятной книжке Таврической губернии на 1892 год» в Тупле, не входившем ни в одно сельское общество, жителей и домохозяйств не числилось.
После земской реформы 1890-х годов, которая в Феодосийском уезде прошла после 1892 года, селение осталось в составе преобразованной Салынской волости. По «…Памятной книжке Таврической губернии на 1902 год» в экономии Бычковского Туплы, входившей в Салынское сельское общество, числилось 55 жителей, домохозяйств не имеющих. По Статистическому справочнику Таврической губернии. Ч.II-я. Статистический очерк, выпуск пятый Феодосийский уезд, 1915 год, в имении Топлы (наследников Бычковских) Салынской волости Феодосийского уезда числился 1 двор без населения.
После установления в Крыму Советской власти, по постановлению Крымревкома от 8 января 1921 года была упразднена волостная система и село вошло в состав вновь созданного Старо-Крымского района Феодосийского уезда, а в 1922 году уезды получили название округов. 11 октября 1923 года, согласно постановлению ВЦИК, в административное деление Крымской АССР были внесены изменения, в результате которых округа ликвидировались и Старо-Крымский район стал самостоятельной административной единицей. Декретом ВЦИК от 04 сентября 1924 года «Об упразднении некоторых районов Автономной Крымской С. С. Р.» Старо-Крымский район был упразднён и село включили в Феодосийский район. Согласно Списку населённых пунктов Крымской АССР по Всесоюзной переписи 17 декабря 1926 года, на хуторе Топлы, Салынского сельсовета Феодосийского района, числилось 3 двора, все крестьянские, население составляло 6 человек, все русские. 15 сентября 1931 года Феодосийский район упразднили и село вновь в составе Старо-Крымского. По данным всесоюзной переписи населения 1939 года в селе проживало 154 человека.
В 1944 году, после освобождения Крыма от фашистов, 12 августа 1944 года было принято постановление № ГОКО-6372с «О переселении колхозников в районы Крыма», по которому в Старокрымский район из Ростовской и Курской областей переселялось 1900 человек и в сентябре того же года в район приехали первые новоселы (212 семей), а в начале 1950-х годов последовала вторая волна переселенцев из различных областей Украины. С 25 июня 1946 года Топлы в составе Крымской области РСФСР. Указом Президиума Верховного Совета РСФСР от 18 мая 1948 года Топлы были переименованы в Тополевку. 26 апреля 1954 года Крымская область была передана из состава РСФСР в состав УССР. После ликвидации в 1959 году Старокрымского района, село включили в состав Белогорского. На 15 июня 1960 года Тополевка уже числилась в составе Курского сельсовета. По данным переписи 1989 года в селе проживало 189 человек. С 12 февраля 1991 года село в восстановленной Крымской АССР, 26 февраля 1992 года переименованной в Автономную Республику Крым. С 21 марта 2014 года в составе Крыма аннексирована Россией.

## Известные уроженцы
В селе родился известный художник-акварелист Владимир Яновский (1876—1966 годы).